# Lycodon synaptor
Espèce
Statut de conservation UICN

 DD  : Données insuffisantes
Lycodon synaptor est une espèce de serpent de la famille des Colubridae.

## Répartition
Cette espèce est endémique de la province du Yunnan en République populaire de Chine.

## Description
Dans leur description les auteurs indiquent que le plus grand spécimen en leur possession mesure 395 mm.

## Étymologie
Son nom d'espèce, du grec συναψις, synaptor, « connexion », lui a été donné indirectement en l'honneur de Wolfgang Böhme dont l'un des objectifs était d'unir herpétologistes professionnels et amateurs. Les auteurs de cette espèce, tous deux amateurs, ont voulu saluer à leur manière cet objectif. Dans le même ordre d'idées, ils préconisent les noms vernaculaires anglais de Boehme’s wolf Snake et allemand de Böhmes Wolfszahnnatter.

## Publication originale
- Vogel & David,  2010 : A new species of the genus Lycodon (Boie, 1826) from Yunnan Province, China (Serpentes: Colubridae). Bonn zoological Bulletin, vol. 57, n. 2, p. 289–296  (texte intégral).